# 安泰隧道

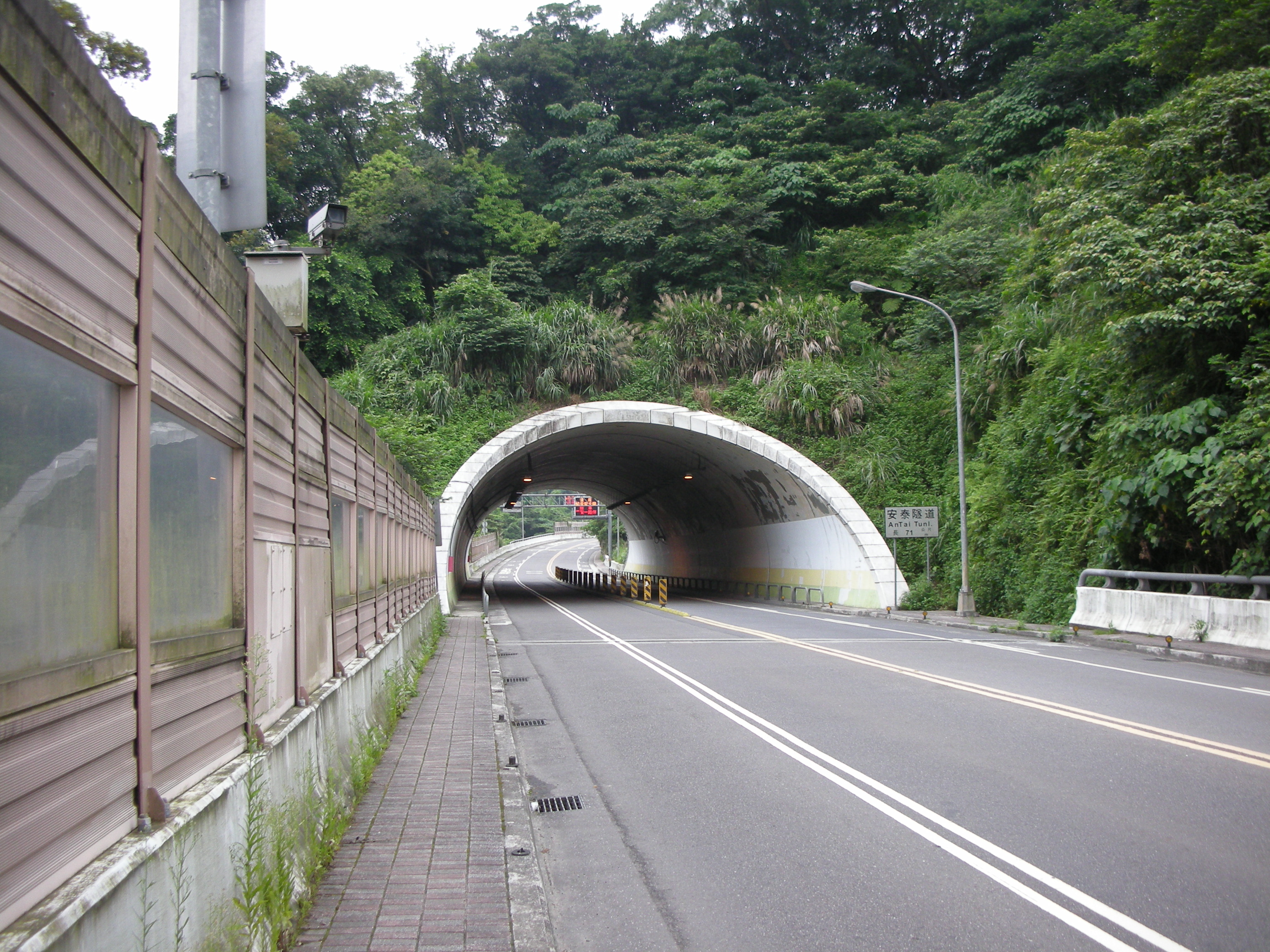
安泰隧道東端入口

安泰隧道（英語：AnTai Tunnel）是位於台灣台北市內湖區康湖路上三座隧道處於中段的一座公路隧道，位置靠近安泰街，「東湖地區聯外山區線道路新築工程」的一部分。安泰是三座隧道中施工難度最高的，原本計劃採用「明挖覆蓋法」，但擔心會破壞原先山區的生態環境及景觀，遂後來採用難度較高的「隧道開挖法」施工。台北市工務局新建工程處發包，中興工程顧問公司設計，聯合大地工程顧問公司監造，力山環境科技公司環境監測，林同棪工程顧問公司營建管理，福清營造公司施工。隧道全長71公尺。於2006年4月2日貫通，是康湖路的三座隧道中最晚貫通的。

## 基本資料
- 隧道設計：單孔雙向。
- 橫坑：無
- 最高速限：50Km/h
- 標線規劃：各設一混合車道，一機慢車專用道（與自行車共用）。
- 行人專用道：設於隧道內左右兩側。